# PlayStation Vita
PlayStation Vita (プレイステーション・ヴィータ Pureisutēshon Vīta, viết tắt là PS Vita) là một máy chơi game cầm tay được sản xuất và phát hành bởi Sony Computer Entertainment. Là hệ máy kế thừa cho hệ máy PlayStation Portable là một phần của thương hiệu PlayStation. Nó được phát hành tại Nhật Bản và các bộ phận của châu Á ngày 17 tháng 12 năm 2011, ở châu Âu, Bắc Mỹ, Nam Mỹ và Singapore ngày 22 tháng 2 năm 2012 cuối cùng tại Úc vào ngày 23 tháng năm 2012, tập trung chủ yếu cạnh tranh với Nintendo 3DS.
Thiết bị cầm tay bao gồm hai cần analog sticks, một màn hình 5-inch (130 mm) OLED đa cảm ứng điện dung, và hỗ trợ Bluetooth, Wi-Fi và 3G phiên bản tùy chọn. Bên trong, Vita có chip xử lý lõi tứ ARM Cortex-A9 MPCore và chip xử lý đồ họa SGX543MP, cũng như phần mềm LiveArea như giao diện người dùng chính của nó, hỗ trợ thành công XrossMediaBar.
Trong tháng 5 năm 2013, Sony đã công bố rằng tất cả các trò chơi PlayStation 4 sẽ tương thích để được chơi thông qua Remote Play trên PlayStation Vita.
Sau 8 năm có mặt trên thị trường, Sony tuyên bố bắt đầu từ ngày 1 tháng 3 năm 2019 sẽ ngưng sản sản xuất máy Playstation Vita cùng với việc ngưng bán game bắt đầu từ ngày 31 tháng 3 năm 2019.

## Lịch sử

### Nền tảng thay đổi
Sau thành công vang dội của dòng máy chơi game cầm tay Game Boy của Nintendo trong suốt những năm 1990 và đầu những năm 2000, với rất ít sự cạnh tranh trên thị trường, và sự thành công lớn của Sony với máy chơi trò chơi điện tử gia đình PlayStation và PlayStation 2 cùng thời điểm, Sony đã quyết định  thâm nhập thị trường thiết bị cầm tay.  Năm 2004, hãng phát hành PlayStation Portable (PSP) để cạnh tranh với Nintendo DS như một phần của thế hệ máy chơi game video thứ bảy. Sau một khởi đầu chậm chạp trên thị trường toàn thế giới, nó đã được tiếp thêm sinh lực tại Nhật Bản với nhiều bản phát hành trong loạt Monster Hunter. Với việc loạt phim này ít phổ biến hơn ở các khu vực phương Tây, nó đã không thể phục hồi nền tảng theo cách tương tự.  PSP cuối cùng là một kết quả hỗn hợp cho công ty.  Nó được coi là một thành công ở chỗ nó là nền tảng trò chơi điện tử cầm tay duy nhất từng cạnh tranh đáng kể với Nintendo về thị phần một cách có ý nghĩa, bán được gần 80 triệu đơn vị trong vòng đời của nó, gần bằng với số lượng Game Boy Advance của Nintendo trong thế hệ thứ sáu của bảng điều khiển trò chơi điện tử. Mặc dù vậy, nó vẫn chỉ bán được hơn một nửa số lượng mà đối thủ cạnh tranh thực tế trên thị trường là DS đã bán, là hơn 150 triệu chiếc vào cuối năm 2011.
Tin đồn về người kế nhiệm PSP xuất hiện sớm nhất là vào tháng 7 năm 2009 khi Eurogamer báo cáo rằng Sony đang làm việc trên một thiết bị như vậy, sử dụng bộ xử lý PowerVR SGX543MP và hoạt động ở mức tương tự như Xbox gốc. Đến giữa năm 2010, các trang web tiếp tục đăng các câu chuyện về các tài khoản về sự tồn tại của "PSP 2". Các báo cáo đã phát sinh trong Tokyo Game Show rằng thiết bị đã được công bố nội bộ trong một cuộc họp riêng vào giữa tháng 9 được tổ chức tại trụ sở của Sony Computer Entertainment ở Aoyama, Tokyo. Ngay sau đó, các báo cáo về bộ công cụ phát triển cho thiết bị cầm tay được cho là đã được chuyển đến nhiều nhà phát triển trò chơi điện tử bao gồm cả nhà phát triển bên thứ nhất và bên thứ ba để bắt đầu tạo trò chơi cho thiết bị này, một báo cáo sau đó được Nhà sản xuất điều hành Mortal Kombat Shaun Himmerick xác nhận. Đến tháng 11, Phó chủ tịch cấp cao của Electronic Arts, Patrick Soderlund, xác nhận rằng ông đã thấy rằng người kế nhiệm PlayStation Portable đã tồn tại, nhưng không thể xác nhận chi tiết. Trong cùng tháng, VG247 đã công bố những hình ảnh về phiên bản nguyên mẫu ban đầu cho thấy thiết kế màn hình trượt giống PSP Go cùng với hai thanh analog, hai camera và micrô, mặc dù báo cáo đã đề cập rằng các vấn đề quá nhiệt đã khiến chúng phải rời xa  thiết kế thiên về kiểu máy giống với thiết bị PlayStation Portable ban đầu.
Trong suốt năm 2010, Sony sẽ không xác nhận những báo cáo này về người kế nhiệm PSP, nhưng sẽ đưa ra bình luận về việc chế tạo phần cứng trong tương lai. Shuhei Yoshida, Chủ tịch Sony Computer Entertainment Worldwide Studios tiết lộ rằng studio của ông, mặc dù thường tham gia nhiều hơn vào phần mềm, nhưng vẫn có vai trò liên tục trong việc phát triển phần cứng trong tương lai vào thời điểm đó. Vào tháng 12, Giám đốc điều hành Sony Computer Entertainment, Kazuo Hirai, tuyên bố rằng Sony nhắm đến việc thu hút nhiều người bằng cách sử dụng nhiều phương thức nhập trên phần cứng trong tương lai; các nút và cần điều khiển dành cho người dùng hệ thống trò chơi cầm tay truyền thống và màn hình cảm ứng cho người dùng điện thoại thông minh. Thiết bị được Sony chính thức công bố vào ngày 27 tháng 1 năm 2011, tại cuộc họp báo "PlayStation Meeting" do công ty tổ chức tại Nhật Bản. Hệ thống này, chỉ được biết đến với tên mã "Next Generation Portable", được công bố là một thiết bị chơi game cầm tay nhắm đến chất lượng hình ảnh PlayStation 3, sau đó được làm rõ là không được hiểu ở cấp độ nghĩa đen bởi vì, theo  David Coombes, giám đốc nghiên cứu nền tảng tại Sony Computer Entertainment America, "Chà, nó sẽ không chạy ở tốc độ 2 GHz [như PS3] vì pin sẽ kéo dài năm phút và nó có thể sẽ đốt cháy quần của bạn". Sức mạnh của nó sau đó được các kỹ sư Sony mô tả là khoảng giữa PSP và PS3. Như những tin đồn đã đưa ra, thiết bị được thiết kế để thể hiện "điều tốt nhất của cả hai thế giới" giữa chơi game di động và cầm tay, bao gồm màn hình cảm ứng OLED 5 inch, bàn di chuột phía sau kết hợp với các nút vật lý và thanh analog kép. Sony cũng tiết lộ rằng thiết bị sẽ sử dụng kết hợp phân phối trò chơi bán lẻ và kỹ thuật số. Các chi tiết khác đã được công bố tại Hội nghị các nhà phát triển trò chơi 2011, bao gồm cả việc Sony sẽ loại bỏ định dạng đĩa UMD của PSP để thay thế cho các hộp mực trò chơi nhỏ có các biến thể kích thước 2 GB hoặc 4 GB cùng với hai camera, khả năng nhận diện khuôn mặt, phát hiện đầu và theo dõi.

### Khởi động và những năm đầu Đổi mới
Vào ngày 6 tháng 6 năm 2011, tại E3 2011, Sony đã thông báo rằng tên chính thức của thiết bị sẽ là PlayStation Vita, với từ "vita" là tiếng Latinh có nghĩa là "sự sống". Mặc dù các báo cáo về trận động đất năm 2011 ở Nhật Bản đã làm trì hoãn việc phát hành thiết bị, Sony xác nhận lại rằng thiết bị đang trên đà phát hành vào cuối năm 2011 tại Nhật Bản và ngày phát hành tháng 2 năm 2012 cho các khu vực lớn khác trên thế giới. Ngày phát hành sau đó được thu hẹp xuống ngày 17 tháng 12 năm 2011, phát hành tại Nhật Bản, và ngày phát hành 22 tháng 2 năm 2012 cho Châu Mỹ và Châu Âu, mặc dù một phiên bản giới hạn đã được phát hành trước đó một tuần ở Bắc Mỹ vào ngày 15 tháng 2,  2012, bao gồm mô hình 3G/WiFi của thiết bị, trò chơi Little Deviants, hộp đựng phiên bản giới hạn và thẻ nhớ 4 GB. Vita đã ra mắt với 26 tựa ở Nhật Bản, với việc Sony thông báo rằng có hơn 100 tựa đang được phát triển trước khi phát hành toàn bộ hệ thống. Vita đã ra mắt ở phương Tây với 25 tựa game, bao gồm các tựa game gốc như Uncharted: Golden Abyss và Wipeout 2048, và các bản cập nhật của các trò chơi như FIFA 12 và Rayman Origins.
Doanh số bán ra của Vita bắt đầu mạnh khi ra mắt, nhưng sau đó chững lại và kém hiệu quả. Vita đã ra mắt mạnh mẽ tại Nhật Bản, bán được hơn 300.000 chiếc trong tuần đầu tiên có hàng, mặc dù con số ngay sau đó đã giảm 78% xuống dưới 73.000 chiếc được bán ra trong tuần thứ hai và sau đó đạt khoảng 12.000 chiếc được bán ra mỗi tuần trong những tuần tiếp theo. Tương tự, tại Hoa Kỳ, hệ thống ra mắt với 200.000 chiếc được bán ra trong tháng đầu tiên, trước khi giảm xuống còn khoảng 50.000 chiếc một tháng.  1,2 triệu chiếc đã được báo cáo là đã bán được tính đến ngày 26 tháng 2 năm 2012 - sau khi nó được tung ra ở hầu hết các khu vực. Hệ thống tiếp tục nhận được các trò chơi nổi tiếng trong suốt năm 2012, bao gồm Gravity Rush, LittleBigPlanet PS Vita, Sonic & All-Stars Racing Transformed, Persona 4 Golden, Assassin's Creed III: Liberation, và Call of Duty: Black Ops: Declassified. Mặc dù vậy, hệ thống vẫn chỉ bán được 4 triệu chiếc trên toàn thế giới trong 10 tháng đầu tiên có mặt trên thị trường, và được các nhà phân tích ước tính chỉ ở mức 6 triệu chiếc được bán ra sau hai năm khả dụng. Sau năm 2012, Sony ngừng công bố số liệu bán hàng trực tiếp của Vita, thay vào đó chọn công bố số liệu bán hàng kết hợp với nó và PSP. Tuy nhiên, hệ thống hoạt động kém; trong khi Sony dự kiến bán được 16 triệu đơn vị của hệ thống Vita và PSP kết hợp, họ đã phải giảm dự báo hai lần trong cùng năm — xuống còn 12 và sau đó là 10 triệu đơn vị được bán ra.
Với việc các trò chơi cấu hình cao hơn không đẩy đủ doanh số bán hệ thống vào năm 2012, các công ty bên thứ ba lớn như Ubisoft và Activision bắt đầu giảm hoặc loại bỏ hỗ trợ cho hệ thống, đặc biệt là ở phương Tây. Ngoài ra, trong khi loạt phim Monster Hunter đã thúc đẩy đáng kể doanh thu của PSP, sự vắng mặt của nó lại khiến Vita chịu tổn thất. Nhà phát triển của nó, Capcom, đã quyết định phát hành Monster Hunter Tri và các trò chơi Monster Hunter trong tương lai độc quyền trên Nintendo 3DS, nơi nó sẽ bán được hàng triệu bản cho đối thủ cạnh tranh chính của Sony. Thay vào đó, với sự hỗ trợ ngày càng giảm, Shahid Ahmad, Giám đốc Nội dung Chiến lược của Sony, đã bắt đầu một cách tiếp cận mới đối với phần mềm, thông qua việc tiếp cận trực tiếp và tạo điều kiện cho các nhà phát triển độc lập, nhỏ hơn, những người trước đây đã phát hành trò chơi cho nền tảng di động và PC. Mặc dù không hoàn toàn đảo ngược xu hướng bán hàng của Vita, chi phí sản xuất hoặc chuyển các trò chơi có ngân sách nhỏ hơn đã giúp các nhà phát triển dễ dàng kiếm lợi nhuận trên cơ sở người dùng nhỏ hơn của hệ thống và do đó, tăng sự chú ý của người tiêu dùng trên bảng điều khiển, giữ cho  thiết bị nổi. Fez, Spelunky, Hotline Miami và OlliOlli đều đạt được thành công khi phát hành trên Vita. Ahmad cũng duy trì sự quan tâm đến thiết bị bằng cách tương tác trực tiếp với người tiêu dùng trên mạng xã hội; trò chơi Tales of Hearts R chỉ được bản địa hóa sang tiếng Anh vì nó đứng đầu trong một cuộc khảo sát về mong muốn của trò chơi trên nền tảng này. Sony tiếp tục hỗ trợ hệ thống này với các trò chơi trong suốt năm 2013, mặc dù ít hơn, với các tựa game như Killzone: Mercenary và Tearaway, cùng với một số cổng khác do phương Tây phát triển như FIFA 13 và Rayman Legends.
Trong khi sự tập trung vào các trò chơi độc lập đã khiến thiết bị này nổi lên ở phương Tây, thì ở Nhật Bản, không cần các biện pháp như vậy vì Vita duy trì doanh số bán phần cứng ở mức vừa phải. Mặc dù thường bị đối thủ cạnh tranh chính là Nintendo 3DS bán chạy hơn, Vita vẫn trở thành một trong những máy chơi game bán chạy nhất về tổng thể, một phần do sở thích chơi game cầm tay của Nhật Bản. Sự hỗ trợ mạnh mẽ của các nhà phát triển Nhật Bản cũng giúp đỡ, với các công ty như Bandai Namco, Falcom, Koei Tecmo, 5pb, Compile Heart, Spike Chunsoft và Atlus đã phát hành nhiều trò chơi thuộc thể loại JRPG và tiểu thuyết trực quan để giúp duy trì dòng chảy trung cấp ổn định  phát hành đến hệ thống. Ngoài ra, các trò chơi lớn như Final Fantasy X / X-2 HD Remaster bán rất chạy và gần tương đương với các đối tác bảng điều khiển gia đình của họ. Ngược lại, sự hỗ trợ mạnh mẽ hơn từ Nhật Bản cũng giúp hỗ trợ hệ thống ở phương Tây, với nhiều trò chơi trong loạt Atelier, Ys, Danganronpa, Persona và The Legend of Heroes được bản địa hóa sang tiếng Anh trên Vita hoặc có thể chơi được thông qua  khả năng tương thích ngược của hệ thống với các trò chơi PSP kỹ thuật số.
Trong khi hệ thống cố gắng duy trì nổi như một thành công nhỏ, các vấn đề khác vẫn tiếp tục tồn tại, bao gồm giá cao của hệ thống so với đối thủ cạnh tranh chính của nó, Nintendo 3DS, và thiết bị anh em của nó, PS3, giá cao của thẻ nhớ được sử dụng cho trò chơi và lưu trữ dữ liệu, và sự phổ biến ngày càng tăng của điện thoại thông minh và máy tính bảng. Vào tháng 8 năm 2013, Sony đã giải quyết hai vấn đề đầu tiên, giảm giá xuống còn 199 đô la ở Bắc Mỹ và 199 euro ở châu Âu, đồng thời cắt giảm giá bán lẻ đề xuất của thẻ nhớ. Việc giảm giá cũng đồng thời với việc phát hành một thiết kế lại nhẹ của hệ thống, kiểu "PS Vita 2000". Việc thiết kế lại bao gồm làm cho hệ thống mỏng hơn 20% và nhẹ hơn 15%, đồng thời bổ sung thêm 1 GB bộ nhớ trong và thời lượng pin thêm một giờ. Tuy nhiên, thiết kế lại đã loại bỏ màn hình OLED để chuyển sang màn hình LCD rẻ hơn.

### Thay đổi tiêu điểm
Vào cuối năm 2013, xung quanh sự ra mắt của thiết bị trò chơi điện tử tiếp theo của Sony, máy chơi trò chơi điện tử gia đình PlayStation 4, Sony đã bắt đầu đưa ra những bình luận liên quan đến sự thay đổi trọng tâm với Vita. Yoshida tuyên bố rằng Sony sẽ phát hành ít trò chơi của bên đầu tiên hơn cho nền tảng này. Giám đốc Đổi mới Phần mềm Nền tảng & Lập kế hoạch Sản phẩm của Sony Computer Entertainment đã tuyên bố rằng "kinh tế học đơn giản không hoạt động với quy trình truyền thống". Sony đã giải quyết vấn đề "tính kinh tế của việc phát triển trò chơi Vita" bằng cách bắt đầu tập trung vào thực tế là hầu hết tất cả các trò chơi PlayStation 4 đều có thể được phát trực tuyến và chơi qua Vita thông qua Remote Play. Sony đã cố gắng gắn thiết bị với PS4 do nó quá phổ biến;  chỉ mất vài tuần để doanh số bán hàng vượt qua doanh số của Vita trong suốt gần hai năm. Vào tháng 7 năm 2014, Yoshida tuyên bố rằng công ty sẽ tập trung vào nó ít hơn như một máy chơi trò chơi điện tử cầm tay chuyên dụng mà tập trung nhiều hơn vào sự kết hợp các công dụng của nó, nói rằng "nó không phải là về các trò chơi Vita riêng lẻ nữa. Nó là về cách Vita có thể có nhiều mục đích sử dụng  - với PS4 Remote Play, trò chơi PS3 với PS Now và các trò chơi chuyên dụng. Toàn bộ hệ sinh thái với PS4 ở trung tâm, Vita là một phần của điều đó." Sony sau đó đã thông báo rằng Vita sẽ tích hợp PlayStation VR trong  cả dạng màn hình thứ hai. Các bản thử nghiệm beta mở cho chức năng PlayStation Now trên PS Vita đã bắt đầu vào ngày 14 tháng 10 năm 2014 tại Bắc Mỹ. PlayStation TV, được phát hành vào cuối năm 2013 và 2014, cũng nhằm mục đích mở rộng cơ sở người dùng của hệ thống bằng cách cho phép chơi các trò chơi Vita trên TV giống như bảng điều khiển gia đình, mặc dù thiết bị này đã bị ngừng sản xuất ở phương Tây vào cuối năm 2015, và cũng không hoạt động tốt ở khu vực tập trung vào thiết bị cầm tay của Nhật Bản. Vào tháng 11 năm 2014, chủ tịch SCEA, Shawn Layden, gợi ý rằng cách tiếp cận mới đang hoạt động ở cấp độ phần cứng, nói rằng doanh số bán Vita đã tăng kể từ khi triển khai PS4 Remote Play, mặc dù ông và một đại diện khác của Sony không đưa ra số liệu cụ thể. Sony vẫn tiếp tục sản xuất trò chơi cho thiết bị này, mặc dù với số lượng ít hơn trước đây.  Tựa game lớn cuối cùng do Sony phát triển, Freedom Wars, vẫn thành công khi bán được hơn 188.000 bản trong tuần đầu tiên phát hành tại Nhật Bản. Lần ra mắt này là lần ra mắt trò chơi Sony cao nhất cho hệ máy, và cao thứ hai, chỉ sau bản phát hành God Eater 2 vào cuối năm 2013 của Namco Bandai trên nền tảng này.
Vào tháng 9 năm 2015, Yoshida tuyên bố rằng Sony không có kế hoạch hiện tại cho người kế nhiệm Vita, nói rằng "khí hậu không lành mạnh hiện tại vì sự thống trị lớn của trò chơi di động." Tại E3 2015, ông đã tuyên bố rằng Sony sẽ không  đang tạo thêm bất kỳ trò chơi AAA nào, ngân sách lớn cho hệ thống, nhưng đến tháng 10, nhận xét đã được sửa đổi rằng Sony sẽ không tạo thêm bất kỳ trò chơi nào cho nó nữa. Các lý do được trích dẫn bao gồm việc công ty tập trung vào việc hỗ trợ PS4 và thực tế là họ cảm thấy rằng các nhà phát triển bên thứ ba Nhật Bản và các nhà phát triển indie phương Tây đã đủ hỗ trợ thiết bị này. Vào tháng 3 năm 2016, Sony thông báo rằng thay vào đó, họ sẽ thành lập một công ty mới, "Forward Works", và thay vào đó sẽ tập trung vào việc đưa các trò chơi dựa trên PlayStation lên các nền tảng di động như iOS và Android.
Bất chấp việc Sony tập trung vào PS4 và thiết bị di động trong tương lai, Vita vẫn tiếp tục nhận được sự hỗ trợ đáng kể của công ty trò chơi bên thứ ba trong cách trò chơi nhập vai kiểu Nhật Bản và tiểu thuyết hình ảnh và trò chơi điện tử độc lập kiểu phương Tây.Minecraft nói riêng đã thành công cho nền tảng này, với việc bán được hơn 1,2 triệu bản vật lý chỉ tính riêng tại Nhật Bản tính đến tháng 9 năm 2017. Thiết bị này được coi là đã bán khá chạy ở Nhật Bản, và vẫn là một phần quan trọng trong chiến lược tổng thể của Sony trong khu vực, trong khi Sony thừa nhận rằng thiết bị vẫn có một lượng người dùng rất lớn và đam mê  West cũng vậy, với việc công ty vẫn khuyến khích các công ty bên thứ ba tạo trò chơi cho thiết bị. Tại Hội nghị các nhà phát triển trò chơi năm 2016, công ty phân tích nghiên cứu EEDAR đã ước tính doanh số của Vita vào khoảng 10 triệu chiếc được bán đến cuối năm 2015. Các bản phát hành đa nền tảng với PS4 cũng đã tình cờ giúp duy trì luồng phần mềm của Vita, ngay cả ở phương Tây, cho đến năm 2016 và 2017; trò chơi nhận được phiên bản Vita nhiều hơn để thu hút cơ sở người dùng Vita lớn hơn của Nhật Bản và nhận được phiên bản PS4 nhiều hơn để thu hút cơ sở người dùng lớn hơn ở Bắc Mỹ. Sự ra mắt vào tháng 3 năm 2017 của Nintendo Switch, hoạt động trên một khái niệm tương tự là cung cấp các trò chơi video ngân sách cao trên thiết bị di động, càng làm lu mờ Vita, mặc dù sự hỗ trợ thích hợp thông qua các trò chơi indie và JRPG vẫn tiếp tục trong năm. Vào giữa năm 2017, Glixel ước tính cơ sở người dùng Vita vào khoảng 15 triệu.
Vào ngày 20 tháng 9 năm 2018, Sony đã thông báo tại Tokyo Game Show 2018 rằng Vita sẽ bị ngừng sản xuất vào năm 2019, kết thúc quá trình sản xuất phần cứng. Việc sản xuất trò chơi Vita vật lý mới trên toàn thế giới đã ngừng sản xuất vào cuối năm tài chính 2018 của Sony, kết thúc vào ngày 31 tháng 3 năm 2019. Vào thời điểm thông báo, USgamer ước tính rằng cơ sở người dùng Vita đã tăng lên khoảng 16 triệu đơn vị. Sản xuất phần cứng Vita chính thức kết thúc vào ngày 1 tháng 3 năm 2019.

## Đổi phần cứng
Phù hợp với tham vọng của Sony trong việc kết hợp các khía cạnh của bảng điều khiển trò chơi điện tử truyền thống với các thiết bị di động như điện thoại thông minh và máy tính bảng, Vita chứa vô số phương thức nhập liệu.  Thiết bị có hình dạng "siêu bầu dục" tương tự như thiết kế của PlayStation Portable ban đầu, với màn hình cảm ứng điện dung qHD OLED 5 inch (130 mm) ở trung tâm của thiết bị. Thiết bị có hai thanh analog, một D-pad, một tập hợp các nút trên mặt PlayStation tiêu chuẩn (, ,  và ), hai nút ở vai (L và R), nút PlayStation và các nút Bắt đầu và Chọn. Điều khiển chuyển động cũng có thể thực hiện được thông qua hệ thống cảm biến chuyển động Sixaxis của Sony, bao gồm một con quay hồi chuyển ba trục và một gia tốc kế ba trục. Ngoài các phương thức nhập này, chỉ dành riêng cho Vita, là một bàn di chuột phụ nằm ở mặt sau của thiết bị.
Phần cứng khác bao gồm loa âm thanh nổi, micrô, Wi-Fi tích hợp, kết nối Bluetooth 2.1 + EDR và hai camera. Cả hai máy ảnh đều là 0,3 megapixel và chạy ở 640×480 (VGA) ở 60 khung hình/giây hoặc ở 320×240 ở 120 khung hình/giây. Chúng có thể được sử dụng để chụp ảnh hoặc quay video bằng các ứng dụng cài sẵn trên hệ thống.  Hai máy ảnh có khả năng nhận diện khuôn mặt, phát hiện đầu và theo dõi đầu. Nền tảng này cũng ra mắt với một mô hình có hỗ trợ dữ liệu di động 3G, yêu cầu một gói dữ liệu riêng biệt thông qua một nhà cung cấp dữ liệu. Dịch vụ 3G đã được hợp tác với NTT DoCoMo ở Nhật Bản, AT&T ở Mỹ, Rogers ở Canada và Vodafone ở Châu Âu và Úc.  Mô hình 3G đã ngừng hoạt động vào năm 2013 và không có sẵn trong các mô hình sửa đổi trong tương lai của hệ thống.
Bên trong, thiết bị có hệ thống tùy chỉnh trên chip với bộ xử lý ARM Cortex-A9 MPCore lõi tứ và GPU lõi tứ SGX543MP4 +. Sony đã tuyên bố rằng Vita thường chạy tốt dưới tốc độ xung nhịp tối đa do các vấn đề về quá nhiệt và tiêu thụ pin sẽ xảy ra sau đó, thay vào đó, công suất xử lý của nó nằm ở khoảng giữa PSP hiện tại và PS3. Pin bên trong của Vita có năng lượng từ 3-5 giờ để chơi trò chơi, tùy thuộc vào công suất xử lý cần thiết cho trò chơi, độ sáng màn hình, mức âm thanh và kết nối mạng, cũng như các yếu tố khác. Ngoài ra, pin có thể cung cấp khoảng năm giờ để xem video và lên đến chín giờ nghe nhạc khi tắt màn hình. Hệ thống cũng cho phép bổ sung các giải pháp pin bên ngoài. PlayStation Vita có 512 MB RAM hệ thống và 128 MB VRAM. Dung lượng RAM cho phép trò chuyện giữa các trò chơi được sử dụng trên hệ thống.
Phần mềm dành cho PlayStation Vita được phân phối trên thẻ nhớ flash độc quyền có tên "Thẻ trò chơi PlayStation Vita" chứ không phải trên Universal Media Discs (UMD) như PlayStation Portable sử dụng. Bản thân kích thước và hình dạng của thẻ rất giống với thẻ SD. 5–10% dung lượng của thẻ trò chơi được dành cho dữ liệu lưu trò chơi và các bản vá. PS Vita không tương thích với thẻ nhớ tiêu chuẩn, chẳng hạn như thẻ SD và thay vào đó, lưu trữ dữ liệu trên thẻ nhớ PS Vita độc quyền, có các kích thước 4 GB, 8 GB, 16 GB, 32 GB và 64 GB. Có thể lưu trữ tối đa 500 ứng dụng và trò chơi trên thiết bị cùng một lúc, bất kể bộ nhớ dữ liệu có sẵn. Khi đạt đến giới hạn, các ứng dụng hoặc trò chơi phải được di chuyển hoặc xóa để truy cập những ứng dụng hoặc trò chơi vượt quá giới hạn đó.